# .30 Remington

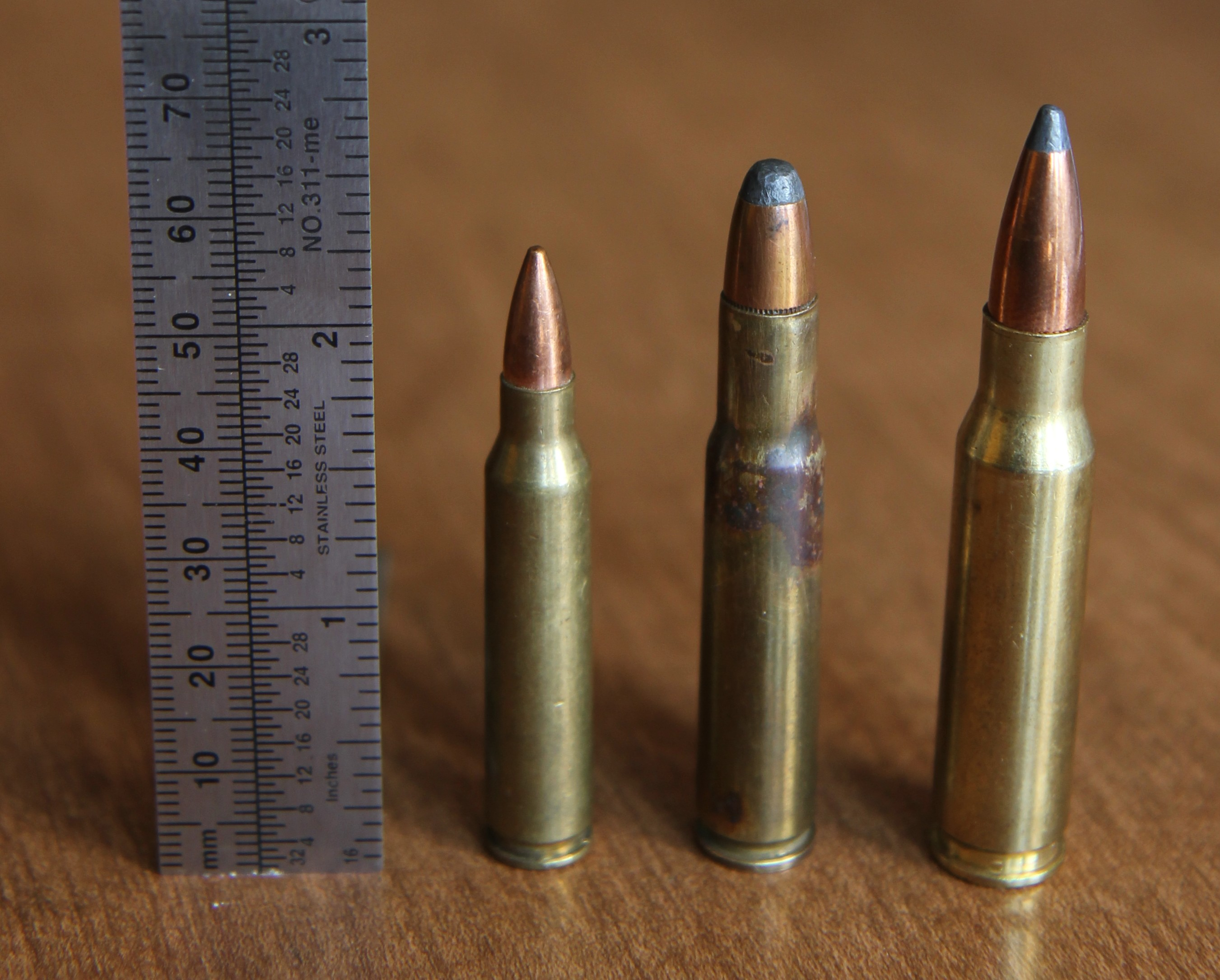
Um .223 Rem (à esquerda), um .30 Remington (ao centro) e um .308 Win (à direita)

O .30 Remington é um cartucho criado em 1906 pela Remington Arms. Era a resposta sem aro da Remington ao popular cartucho .30-30 Winchester. A munição de fábrica foi produzida até o final dos anos 1980, mas agora é uma perspectiva para os entusiastas da recarga manual de cartuchos. Os dados de carga do .30-30 Winchester podem ser usados com segurança no .30 Remington Embora o cartucho tenha caído na obscuridade, ele continua sendo mencionado pelo fato de seu estojo ser o "pai" do 10mm Auto.